# Anne Libert
Pour les articles homonymes, voir Libert.
Anne Libert est une actrice belge, née le 21 juillet 1946. Elle fait l’essentiel de sa carrière en France tout au long des années 1970 dans le cinéma d'exploitation et la comédie érotique. Elle est connue pour ses collaborations avec Jess Franco et Jean-François Davy.

## Biographie
Anne Libert est la fille de l'écrivain de romans policiers Jean Libert coauteur avec Gaston Vandenpanhuyse de la série des « Coplan » sous le nom de plume de Paul Kenny. Elle grandit entourée d'hommes de plume au premier rang desquels figure Hergé.
À seize ans, elle fait sa première apparition au cinéma dans Le Vice et la Vertu de Roger Vadim puis enchaîne avec un petit rôle d'écolière sage dans L'Année du bac. Attirée par la peinture et le dessin, elle souhaite devenir créatrice de mode mais c'est finalement en tant que modèle qu'elle démarre vraiment dans la vie active. Elle épouse le mannequin Patrick Deroulède. Le couple donne naissance à une fille, Isabelle, puis se sépare.
Quand on lui propose de poser nue, la jeune femme qui pratique le naturisme accepte sans trop de réticences. Elle est ainsi remarquée et engagée pour participer à la revue du Crazy Horse Saloon. Mais le cinéma la détourne du cabaret et Anne Libert abandonne les répétitions pour signer un contrat pour trois films avec la société Eurociné et part pour l'Espagne.
Dans les années 1970, elle tourne beaucoup, essentiellement dans des films d'exploitation et dans des films érotiques. On la trouve entre 1972 et 1974 au générique de neuf films du très prolifique Jess Franco. Le réalisateur espagnol lui confie des rôles importants dans des productions où se mêlent sexe et horreur comme Dracula, prisonnier de Frankenstein, La Fille de Dracula ou Les Démons. Autant d'occasions pour l'actrice de donner la réplique à Howard Vernon et de prodiguer quelques caresses à la belle portugaise Britt Nichols.
Son tempérament pétillant en fait l'interprète de nombreuses comédies érotiques, souvent aux côtés de Monique Vita ou de Philippe Gasté, autres « vedettes » du genre. Avec Marie-Georges Pascal, elle apporte la sensualité, mais aussi la vitalité et l'espièglerie qui font le succès de Bananes mécaniques. Le film, tourné dans des conditions précaires, sort en juillet 1973 et rassemble plus d'un million de spectateurs. Elle retrouve Jean-François Davy dans les deux opus suivants de sa « trilogie paillarde » : Prenez la queue comme tout le monde et Q. Elle travaille, entre autres, sous la direction de Max Pécas, de Michel Lemoine, de Raoul André et de Serge Korber
Dans un registre plus classique, elle participe à des films tels Le Bon et les Méchants ou Le Chat et la Souris de Claude Lelouch et fait quelques apparitions dans des téléfilms.
Anne Libert a quitté le cinéma pour se consacrer   au sauvetage des animaux.

## Filmographie

### Cinéma
- 1963 : Le Vice et la Vertu de Roger Vadim : numéro 84
- 1963 : L'Année du bac de José-André Lacour et Maurice Delbez
- 1971 : La Mafia du plaisir (ou Côte d'Azur interdite) de Jean-Claude Roy : la coiffeuse
- 1972 : 3 filles nues dans l'île de Robinson (Robinson und seine wilden Sklavinnen) de Jesús Franco : Samantha
- 1972 : Dracula, prisonnier de Frankenstein (Drácula contra el Dr Frankenstein) de Jesús Franco : première victime
- 1972 : Quartier de femmes (Los amantes de la isla del diablo) de Jesús Franco : une prisonnière
- 1972 : La Fille de Dracula de Jesús Franco : Karine
- 1973 : Une vierge chez les morts-vivants (Une virgen en casa de los muertos vivientes) de Jesús Franco : la reine de la nuit
- 1973 : Les Expériences érotiques de Frankenstein (La maldición de Frankenstein) de Jesús Franco : Melisa
- 1973 : Les Démons (ou Les démons du sexe) de Jesús Franco : Catherine
- 1973 : Les Ébranlées (ou La Maison du vice) de Jesús Franco : Benny
- 1973 : Le Journal intime d'une nymphomane de Jesús Franco : Contesse Anna de Monterey
- 1973 : C'est la queue du chat qui m'électrise (ou Hausfrauen-Report international) de Ernst Hofbauer : Ilona
- 1973 : Bananes mécaniques de Jean-François Davy : Anne, la starlette
- 1973 : Angela (ou Tarot) de José María Forqué : Coco
- 1973 : Les Confidences érotiques d'un lit trop accueillant de Michel Lemoine : Sophie
- 1973 : Prenez la queue comme tout le monde de Jean-François Davy : Juliette
- 1973 : Charlie et ses deux nénettes de Joël Séria : fille en robe blanche
- 1973 : Club privé pour couples avertis de Max Pécas : Sylvie
- 1974 : Les Charnelles de Claude Mulot : Isabelle
- 1974 : Les Ardentes de Henri Sala : Marsha
- 1974 : Le Plumard en folie de Jacques Lemoine : Mademoiselle Prudent
- 1974 : Q (ou Au plaisir des dames) de Jean-François Davy : Juliette
- 1974 : Serre-moi contre toi, j'ai besoin de caresses (ou Avec quoi soulèves-tu l'édredon ou Plaisirs sexuels) de Raoul André : Vivi
- 1974 : Les Couples du Bois de Boulogne de Christian Gion : Barbara Pradier
- 1974 : Y'a un os dans la moulinette de Raoul André
- 1974 : La Kermesse érotique de Raoul André : Elvire Fontaine
- 1974 : Le Rallye des joyeuses de Alain Nauroy : Sylvie
- 1975 : Le Sexe à la barre de Georges Cachoux : Huguette Duval
- 1975 : La Vie sentimentale de Walter Petit (ou Hard Love, version hardcore) de Serge Korber : Rose
- 1975 : Le Chat et la souris de Claude Lelouch : Anne Durieux
- 1976 : Le Bon et les méchants de Claude Lelouch : copine d'Arlette
- 1977 : Drôles de zèbres de Guy Lux : une cliente de l'hôtel
- 1977 : Lola 77 de Paolo Moffa : Lola
- 1977 : Les Petites pensionnaires (ou Brigade call-girls) de Jean-Claude Roy : Diana
- 1978 : Six Suédoises au collège (ou Suédoises au pensionnat) de Erwin C. Dietrich : Mademoiselle Stein (créditée comme Diane Kelly)
- 1979 : Photos scandale de Jean-Claude Roy : Diana Cachon
- 1980 : Ta gueule, je t'aime ! de Serge Korber : Fanny
- 1981 : Couples pervers de Maxime Debest : Sandra (créditée comme Diane Kelly)
- 1982 : Ça va faire mal ! de Jean-François Davy : Lucie, l'épouse de Richard

### Télévision
- 1977 : Minichroniques série télévisée de René Goscinny et Jean-Marie Coldefy, épisode Cherchez la femme : la vendeuse
- 1979 : Le Vérificateur série télévisée ; épisode Bilan d'une idole : Françoise
- 1979 : Un juge, un flic série télévisée ; épisode Mort en stock : une plongeuse
- 1981 : Le Rembrandt de Verrières téléfilm de Pierre Goutas :
- 1996 : Le Fou de la tour téléfilm de Luc Béraud :